# Torção de uma curva
No geometria diferencial de curvas elementar em três dimensões, a torção de uma curva mede quão agudamente é torcida para fora do plano da curvatura. Tomada em conjunto, a curvatura e a torção de uma curva espacial são análogas à curvatura de uma curva plana. Por exemplo, elas são os coeficientes do sistema de equações diferenciais para o triedro de Frenet dado pelas fórmulas de Frenet-Serret.

## Definição

Animação da Torção e da rotação do vetor binormal correspondente

Definimos como uma curva no espaço a seguinte função
{\displaystyle {\vec {r}}={\vec {r}}(s)\,.}
parametrizada pelo comprimento do arco {\displaystyle s} e com vetor tangente unitário
{\displaystyle {\vec {t}}(s)={\vec {r}}\,'(s)\,.}
Se a curvatura {\displaystyle \kappa } da curva em um certo ponto é diferente de zero, então, neste ponto os vetores unitários, vetor normal {\displaystyle {\vec {n}}(s)} e vetor binormal {\displaystyle {\vec {b}}(s)} serão os seguintes:
{\displaystyle {\vec {n}}(s)={\frac {{\vec {t}}\,'(s)}{|{\vec {t}}\,'(s)|}}={\frac {{\vec {r}}\,''(s)}{|{\vec {r}}\,''(s)|}}\,.}
{\displaystyle {\vec {b}}(s)={\vec {t}}(s)\times {\vec {n}}(s)}
A torção {\displaystyle \tau } mede a velocidade de rotação do vetor binormal no ponto escolhido. Ela pode ser encontrada de acordo com a seguinte equação
{\displaystyle \tau (s)=-{\vec {b}}\,'(s)\cdot {\vec {n}}(s)\,.}

Significado geométrico: A torção {\displaystyle \displaystyle \tau (s)} mede a velocidade do vetor binormal. Quanto maior for, mais rápido o vetor binormal gira em torno do eixo dado pelo vetor tangente. Podemos visualizar o seu significado na ilustração gráfica presente neste artigo, na qual o vetor tangente está representado na cor marrom, o vetor normal, em verde, e o vetor binormal, em azul. No gráfico, o valor da torção é representado pela cor azul, e, em verde, o valor da curvatura.

## Definição Alternativa
Definimos r = r(t) como uma equação paramétrica de uma curva no espaço. Assumimos que a parametrização é regural e que a curvatura não desapareça.
Se r(t) é uma função  diferenciável três vezes em relação a t com valores no espaço R3, e os vetores 
{\displaystyle \mathbf {r'} (t),\mathbf {r''} (t)}
são linearmente independentes, então, a torção pode ser calculada com a seguinte formula:
{\displaystyle \tau ={{\det \left({r',r'',r'''}\right)} \over {\left\|{r'\times r''}\right\|^{2}}}={{\left({r'\times r''}\right)\cdot r'''} \over {\left\|{r'\times r''}\right\|^{2}}}.}
na qual as derivadas são em respeito a t e o símbolo de multiplicação {\displaystyle \times } representa o produto vetorial. 